# ريتش أوينز
ريتش أوينز (بالإنجليزية: Rich Owens)‏ هو لاعب كرة قدم أمريكية أمريكي، ولد في 22 مايو 1972 في فيلادلفيا في الولايات المتحدة.

## وصلات خارجية
- ريتش أوينز على موقع مرجع كرة القدم المحترفة.كوم (الإنجليزية)